# Wilhelm Mannstädt
Wilhelm Mannstädt (auch Wilhelm Mannstaedt, * 20. Mai 1837 in Bielefeld; † 13. September 1904 in Steglitz (heute zu Berlin)) war ein deutscher Kapellmeister, Schauspieler und Regisseur. Er war der Bruder des Pianisten und Dirigenten Franz Mannstädt.

## Leben und Werk
Wilhelm Mannstädt schlug zu Beginn seines Berufslebens die kaufmännische Laufbahn ein. Er wechselte in den Bereich der Kunst und führte ein bewegtes Leben als Kapellmeister kleinerer Operntruppen und als Schauspieler. 1865  ließ er sich  in Berlin nieder. Er dirigierte hier Vereine und war als Regisseur von kleineren Bühnen tätig. Seine Ambitionen im Bereich der Kunst erstreckten sich auch auf Dichtkunst und Malerei.
Wilhelm Mannstädt hat viele kleine Bühnenwerke (Possen, Operetten) gedichtet und komponiert. Ab 1874 gab er die Zeitschrift Der Kunstfreund heraus.